# كارلوس عبد الله
كارلوس عبد الله (بالإسبانية: Carlos Abdala) ـ (1930 ـ 8 يونيو 1976) هو سياسي ودبلوماسي ذو أصول لبنانية من الأوروغواي.

## حياته السياسية
كان كارلوس عبد الله عضوًا بالحزب القومي، وشغل منصب وزير العمل والشؤون الاجتماعية، ثم عُين سفيرًا لبلاده لدى الباراغواي، حيث اغتيل عن طريق الخطأ على يد جماعة إرهابية كرواتية ذات توجه فاشي قومي.

## أسرته
ورث ابنه بابلو عنه ميله للسياسة، وصار نائبًا في البرلمان عن الحزب القومي منذ سنة 2004.